# 无须鱊
无须鱊（学名：Acheilognathus gracilis）为輻鰭魚綱鯉形目鱊科鱊屬的鱼类，是中国的特有物种。分布于长江流域等。该物种的模式产地在湖南、湖北，體長可達5.8公分，繁殖期時雌魚會將卵產在貽貝中，幼魚孵化而且停留在貝殼內中，直到它們能游泳。
其种加词来源于拉丁文“gracilis”，意为“纤细的”。